# Joseph Coulon de Jumonville de Villiers
Joseph Coulon de Villiers, Señor de Jumonville (8 de septiembre de 1718-28 de mayo de 1754) fue un militar francés con rango de segundo alférez (enseigne en second). Su asesinato tras la batalla de Jumonville Glen tras haberse rendido a George Washington mantuvo encendida la llama de la recién comenzada Guerra franco-india (Guerra de los Siete Años).

## Biografía
Nació en Nueva Francia (actual Quebec), hijo de un oficial francés. Se enroló en el ejército con sólo 15 años en la unidad de su padre.
Sirvió en el ejército con diversos grupos de indios de la región de los Grandes Lagos, durante los cuales su padre y uno de sus hermanos murieron en batalla contra los Fox. Fue promovido y trasladado a Acadia durante la Guerra de Sucesión Austríaca.

### Batalla de Jumonville Glen
En 1754 fue trasladado a Fort Duquesne con su hermano Louis Coulon de Villiers, desde donde partió en una expedición pacífica para pedir a George Washington que abandonase las tierras del territorio del Ohio. Los británicos, creyendo que estaba preparando una emboscada, los atacaron el 28 de mayo. La batalla duró tan solo 15 minutos, tras los cuales los franceses se rindieron.
Washington trató a Jumonville como prisionero de guerra, y le trató como su rango pedía. Sin embargo, durante una conversación, el jefe seneca Tanacharison asesinó al oficial francés con su tomahawk. Los motivos nunca estuvieron claros, aunque pudiera deberse a que de pequeño había sido capturado y vendido por los franceses y les guardaba rencor.
Este acto llevó al ataque de su hermano, Louis Coulon de Villiers, a la fortaleza de Fort Necessity, derrotando a los ingleses y obligándoles a firmar un tratado de rendición en el que incluyó una cláusula, según la cual, Washington se declaraba culpable del asesinato del comandante francés. Washington lo firmó sin saber lo que ponía, pues no sabía francés.
- Datos: Q2004860